# Gerichtslinde (Hanau)
Die Gerichtslinde in Hanau, auch Zentlinde genannt, ist eine im Hanauer Stadtteil Steinheim als Naturdenkmal ausgewiesene Winterlinde (Tilia cordata). Unter dem mehr als ein halbes Jahrtausend alten, „ehemals 7-stämmigen Baumriesen“ wurden schon im 15. Jahrhundert Gerichtsverhandlung abgehalten, ähnlich wie unter anderen Gerichtslinden in Deutschland.
Die Linde vor dem „Steinheimer Druckhaus“ am Torhaus der ehemaligen Lithografischen Kunstanstalt Illert & Ewald in der Illertstraße 2 verlor „Ende des 19. Jahrhunderts [infolge] der Witterung“ sechs ihrer ursprünglich 7 Stämme. Der erhaltene Rest der Zentlinde wurde als „Naturdenkmal Nr. 8“ unter insgesamt 38 Bäumen und Baumgruppen in Hanau unter Schutz gestellt und mit einer entsprechenden Hinweis-Plakette versehen.